# Rhaphidophora stolleana
Rhaphidophora stolleana — вид квіткових рослин із родини Araceae, роду Rhaphidophora. Це ліана, рідним ареалом якої є північно-східна Папуа Нова Гвінея.